# Heterocarpus laevigatus
Heterocarpus laevigatus är en kräftdjursart som beskrevs av Charles Spence Bate 1888. Heterocarpus laevigatus ingår i släktet Heterocarpus och familjen Pandalidae. Inga underarter finns listade i Catalogue of Life.